# Хандалу Илбеј (Марамуреш)
Хандалу Илбеј (рум. Handalu Ilbei) насеље је у Румунији у округу Марамуреш у општини Чикарлау. Oпштина се налази на надморској висини од 216 m.

## Становништво
Према подацима из 2002. године у насељу је живело 487 становника, од којих су сви румунске националности.